# Brigitte Behrens
Brigitte Behrens (* 2. April 1951 in Würzburg; † 17. März 2025) war von 1999 bis 2016 Hauptgeschäftsführerin von Greenpeace Deutschland.

## Leben
Brigitte Behrens studierte zunächst acht Semester Humanmedizin und wechselte dann zur Soziologie. 1979 ging sie nach Hamburg und schloss dort ihr Studium als Diplom-Soziologin im Mai 1979 mit der Diplomarbeit Die Organisation von Frauengruppen und ihre Bedeutung für die Betroffenen, dargestellt am Beispiel der Frauenkneipe Hamburg ab. Im Jahr 1976 hatte sie zum Gründungskomitee der Frauenkneipe in der Stresemannstraße gehört und arbeitete dort ehrenamtlich drei Jahre mit. Sie engagierte sich gegen den Bau von Atomkraftwerken, insbesondere Brokdorf, und arbeitete mehrere Jahre in Frauenprojekten mit. Zunächst arbeitete sie beim Norddeutschen Rundfunk, bei der Videofirma PolyMedia (Tochterfirma von Polygram), dem Verlag Gruner + Jahr und der Hamburger Behörde für Arbeit, Jugend und Soziales. 
1986 ging sie zu Greenpeace und arbeitete dort zunächst als Assistentin der Geschäftsführung. 1988 wurde sie kommissarische, dann stellvertretende Geschäftsführerin. Nebenher machte sie 1988/1989 einen postgraduierten Lehrgang für das Management von Non-Profit-Organisationen. 1999 übertrug der Aufsichtsrat ihr die Hauptgeschäftsführung. Darüber hinaus war sie von 1990 bis 1997 Trustee (Vermögensverwalter). In dieser Position vertrat sie Greenpeace Deutschland bei Greenpeace International und übernahm Sonderaufgaben innerhalb der internationalen Organisation. 
Seit 2002 wurde Brigitte Behrens durch den stellvertretenden Geschäftsführer Roland Hipp unterstützt, war jedoch rechtlich alleinverantwortlicher geschäftsführender Vorstand für Greenpeace e.V. im Sinne des § 26 BGB. Schwerpunkte der Umweltschutzarbeit waren für sie der Kampf gegen den Klimawandel, die Verhinderung einer Renaissance der Atomenergie und der Gentechnik in der Landwirtschaft, der Schutz der Meere und Urwälder. Zum 1. Juli 2016 übergab Behrens das Amt an Roland Hipp.
Behrens starb im Alter von 73 Jahren am 17. März 2025.